# オーリキュラ
オーリキュラ（Auricula, P. x pubescens）はサクラソウ科サクラソウ属の多年草。フローリスツ・フラワーの1種で、主にイギリスで栽培・品種改良がなされた。

## 概要
オーリキュラはアルプスを中心とする山岳地帯に分布するプリムラ・アウリクラ(P. auricula)とこれと近縁種で紅紫色をした花を持つプリムラ・ヒルスタ(P. hirsta)が交雑したプリムラ・プベスケンス(P. x pubescens)が起源とされる。
中世以前から薬草として使用された。16世紀半ばにはイタリアやネーデルランドで栽培の記録がある。イギリスには1570年代にもたらされ、様々な園芸品種が作出された。

## 日本のサクラソウとの比較
日本で古典園芸植物として発展したサクラソウと、ほとんど同じ時期に発展したオーリキュラであるが、正反対の美意識を反映している。
オーリキュラは端正な花形、多様だがシックな色彩（黒や緑など花色としては特異な物も含まれる）を特徴とするが、サクラソウは多様な花形、ピンクを中心とする淡い色彩を特徴とする。